# 内藤忠政 (鳥羽藩主)
内藤 忠政（ないとう ただまさ）は、志摩国鳥羽藩の第2代藩主。同名の祖父と区別するためか、史書により忠種と記されることもある。浅野長矩の外祖父にあたる。

## 生涯
元和元年（1615年）、初代藩主内藤忠重の長男として生まれる。

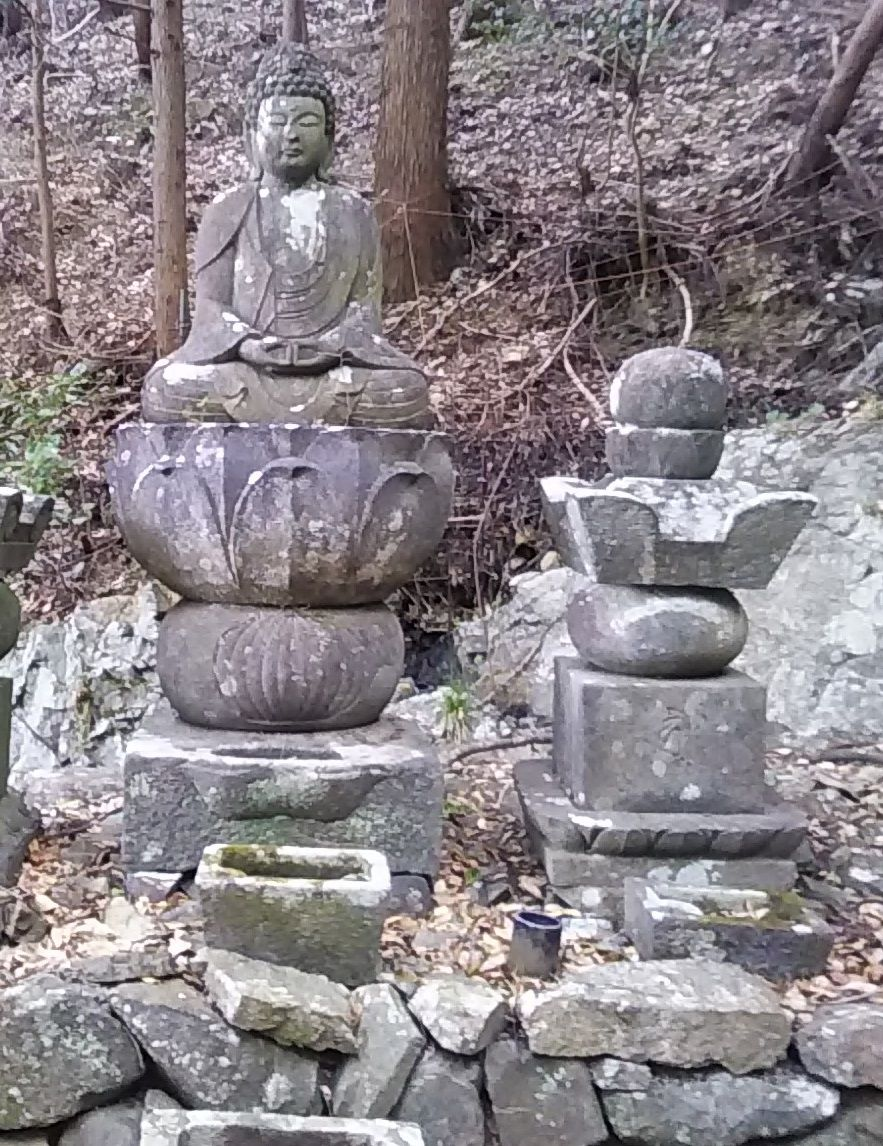
内藤忠政の墓(鳥羽市西念寺)

承応2年（1653年）、父の死去により家督を継ぐ。父の時代の最悪な税制を改めるため、江戸屋作左衛門を登用して新田開発を行ない、さらに年貢も定免制度に改めるなどして財政再建を目指した。寛文9年（1669年）には領内に検地を実施して税制改革に成功を収めた。寛文13年（1673年）7月12日に死去した。享年59。跡を次男の忠勝が継いだ。